# Енріко Куккі
Енріко Куккі (італ. Enrico Cucchi, нар. 2 серпня 1965, Савона — пом. 4 березня 1996, Тортона) — італійський футболіст, півзахисник.
Насамперед відомий виступами за клуб «Інтернаціонале», а також молодіжну збірну Італії.
Володар Суперкубка Італії з футболу. 

## Клубна кар'єра
Народився 2 серпня 1965 року в місті Савона. Вихованець футбольної школи клубу «Савона». Дорослу футбольну кар'єру розпочав 1981 року в основній команді того ж клубу, в якій провів один сезон, взявши участь у 25 матчах чемпіонату. 
Своєю грою за цю команду привернув увагу представників тренерського штабу клубу «Інтернаціонале», до складу якого приєднався 1982 року. Відіграв за «нераззуррі» наступні п'ять сезонів своєї ігрової кар'єри.
Згодом з 1987 по 1989 рік грав на умовах оренди у складі команд клубів «Емполі» та «Фіорентина». !989 року на один сезон повернувся до «Інтернаціонале», з яким виборов титул володаря Суперкубка Італії з футболу. Протягом 1990—1993 років захищав кольори «Барі».
Останнім клубом у професійній ігровій кар'єрі Куккі стала «Равенна», за команду якого він виступав протягом 1993—1994 років.
1994 року 28-річний футболіст був змушений завершити виступи на футбольному полі через проблеми зі здоров'ям. Проходив лікування онкологічного захворювання, яке, втім, виявилося нерезультативним. Помер 4 березня 1996 року на 31-му році життя у місті Тортона.

## Виступи за збірну
Протягом 1985–1988 років  залучався до складу молодіжної збірної Італії. На молодіжному рівні зіграв в 11 офіційних матчах.

## Титули і досягнення
- Володар Суперкубка Італії з футболу (1):

«Інтернаціонале»:  1989